# Rissa in galleria
Rissa in galleria è un dipinto di Umberto Boccioni del 1910. È conservato a Milano presso la Pinacoteca di Brera: proviene dalla collezione Emilio e Maria Jesi.

## Descrizione
Il soggetto pittorico è una folla di persone che si accalca di fronte alla buvette di Gaspare Campari (divenuta successivamente "Gran Bar Zucca" nella Galleria Vittorio Emanuele II di Milano), per seguire una zuffa fra due donne.
Il dipinto, appartenente ad una prima fase artistica di Boccioni, mostra già la tensione tipica dei dipinti futuristi, sebbene conservi ancora retaggi naturalisti, soprattutto nella definizione delle figure che risultano ben delineate e riconoscibili. Tuttavia, esse sono disposte in modo tale da conferire dinamicità e movimento alla tela. Il dipinto, benché ancora divisionista, testimonia la fase di passaggio verso soluzioni più specificamente espressionistiche che porterà l’artista alla cosiddetta poetica degli Stati d'animo .